# 2001년 서울국제여성영화제
제3회 서울국제여성영화제는 2001년 4월에 개최된 영화제이다. 동숭아트센터 동숭홀, 하이퍼텍 나다에서 개최되었으며 사회자는 배유정이다.

## 수상 및 후보

### 최우수상
- 달이 지고 비가 옵니다 - 박혜민 수상

### 우수상
- 싸이코 드라마 - 윤재현 수상
- 데드라인 - 엔시에 샤 호세이니 수상

### 관객상
- 타리이야기 - 야마가미 치에코 수상

### 여성신문상
- 재희 이야기 - 장희선 수상

### IF상
- 꿈 - 김재의 수상